# Gersholm
Gersholm är en holme i Åland (Finland), som genom vägbanken mellan Vårdö och Töftö är förenad med den förra.